# Sun Fuming
Sun Fuming (Tieling, 14 april 1974) is een Chinees judoka. 
Sun verloor tijdens de wereldkampioenschappen judo 1995 de finale van open klasse van de Nederlandse Monique van der Lee. Sun veroverde in Atlanta de olympisch gouden medaille in het zwaargewicht. Voor de Olympische Spelen van 2000 werd Sun niet geselecteerd. In 2003 werd Sun wereldkampioen in het zwaargewicht. Tijdens Sun haar tweede olympische optreden in Athene veroverde zij de bronzen medaille.

## Resultaten
- Wereldkampioenschappen judo 1995 in Chiba  in de open klasse
- Olympische Zomerspelen 1996 in Atlanta  in het zwaargewicht
- Wereldkampioenschappen judo 1997 in Parijs  in het zwaargewicht
- Aziatische kampioenschappen judo 2000 in Osaka  in de open klasse
- Aziatische Spelen 2002 in Busan  in het zwaargewicht
- Wereldkampioenschappen judo 2003 in Osaka  in het zwaargewicht
- Olympische Zomerspelen 2004 in Athene  in het zwaargewicht

1992: Zhuang Xiaoyan ·
1996: Sun Fuming ·
2000: Yuan Hua ·
2004: Maki Tsukada ·
2008: Tong Wen · 
2012: Idalys Ortíz · 
2016: Émilie Andéol · 
2020: Akira Sone · 
2024: Beatriz Souza